# Dreamcatcher (Rachel Talbott)
Dreamcatcher è il secondo album in studio della cantante Rachel Talbott.

## Tracce
1. Dreamcatchers – 7:17
2. Beckseat Driver – 5:50
3. Feels Like Home – 4:38
4. On Time – 5:44
5. Breakdown Your Walls – 8:55
6. This is Me – 5:37
7. Always Remember Us This Way – 7:02
8. Crazy for You – 8:48

## Formazione

### Formazione ufficiale
- Rachel Talbott, voce, chitarra

### Altri membri
- Warren Ham, cori, flauto